# Halvar Moritz
Halvar Moritz   (Lycksele, 21 de juny de 1906 - Lycksele, 21 de novembre de 1993) va ser un esquiador de fons suec que va competir durant la dècada de 1930. En el seu palmarès destaca una medalla de bronze al Campionat del Món d'esquí nòrdic de 1935.